# Sääse (bourg)
Pour l’article homonyme, voir Sääse (Tallinn).
Sääse est un petit bourg de la commune de Tamsalu du comté de Viru-Ouest en Estonie .
Au 31 décembre 2011, il compte 408 habitants.